# Михайлов, Константин (болгарский хоккеист)
Константин Михайлов (род. 22 мая 1964) — болгарский профессиональный хоккеист.

## Биография
Константин Михайлов родился 22 мая 1964 года. Воспитанник хоккейного клуба «Левски» София. Выступал за команду с 1988 по 2002 год. Сезон 2002/03 защищал ворота клуба турецкой суперлиги «Истанбул Патен». Сезон 2003/04 играл за «Левски», в следующем сезоне защищал цвета клуба второй французской лиги «Амневиль». С 2006 по 2008 год играл за софийский «Академик». Затем с 2007 по 2012 год стоял на воротах в матчах за «Славию». Два сезона провёл в софийском ЦСКА, с 2015 по 2019 год выступал за «Ирбис-Скейт».
В 1981 году дебютировал в юниорской сборной Болгарии. С 1988 года защищает цвета основной сборной Болгарии по хоккею с шайбой на чемпионатах мира.